# Vapor Estrella Naciente
El Rising Star o Estrella Naciente fue un vapor de guerra con un diseño revolucionario de propulsión por una rueda de paletas interna y retráctil con diferencial de transmisión en embudo gemelos.
Mandado construir en 1817 en Inglaterra a petición del capitán Lord Thomas Cochrane, quien veía las ventajas militares que podía ofrecer un barco de guerra de este tipo en las operaciones navales. 
El Rising Star fue un pionero de los navíos a vapor de guerra y el primer buque de su tipo en cruzar el océano Atlántico y el Estrecho de Magallanes en 1822, por lo que también figura como el primer buque de guerra a vapor y como el primer buque a vapor en el Pacífico.

### Construcción y propulsión
El PS Rising Star era impulsado por una rueda de paletas en la línea central dentro del casco y propulsada por un motor de vapor de 70 caballos de fuerza (52 kW) que constaban de dos cilindros gemelos construidos por Maudslay, Sons & Field.
La perspectiva de un barco que no tuviera que depender del viento para obtener energía atrajo mucho la atención y el interés de Lord Cochrane, quien financió con 3,000 libras esterlinas (15,000 pesos de ese entonces) de su propio dinero a la empresa. Edward Ellice, un comerciante de América del Sur, suministró otras £ 4,000.
La reputación de Cochrane como un hábil comandante naval lo llevó a construir un buque de guerra cuyo objetivo era eliminar las diferencias de capacidad entre las fuerzas navales de su nueva flota y la Armada española. Hizo esfuerzos para ocultar el verdadero propósito del barco con el pretexto de que iba a ser utilizado para navegar hacia el Polo Norte.
El Rising Star era inevitablemente un buque de guerra pequeño, pero compensaba su tamaño con una batería de veinte cañones, que se distribuían a lo largo de su cubierta de mástil abierta, diez en cada costado.
La rueda de paletas en la línea central que giraba en un compartimento interior hermético con el fondo abierto al mar, la protegía de los ataques. El motor se consideraban auxiliar, para tener velocidad adicional o capacidad adicional en caso de falta de viento adecuado.
El Rising Star no se había diseñado correctamente y el motor era demasiado pequeño para propulsarlo. Dado que el error de cálculo no podía remediarse fácilmente.
Esto modificó su construcción (que tuvo lugar en el astillero de Kier en 1820), y no se entregó a tiempo. Recién realizó sus pruebas en el Támesis en junio de 1821. El barco logró seis nudos a vapor.
Aunque Lord Cochrane esperaría ver terminado el Rising Star, debió partir a dirigir la campaña naval de la Expedición Libertadora del Perú convencido por el General José de San Martín para unirse a la causa de la independencia de las colonias hispano-americanas, arribando a Chile en noviembre de 1818. Cuando finalmente estuvo completamente terminado su buque a vapor y vela, no lo recibió él mismo sino el Mayor Hon. William Cochrane fue el que hizo esta tarea.

### Cruce del Atlántico hacía Chile
El Rising Star finalmente zarpó de Gravesend el 22 de octubre de 1821 con destino a Valparaíso. Justo frente a la costa de Portugal, tuvo una fuga y tuvo que ser puesto en el muelle de Cork en Irlanda para reparar el casco. Una vez reparado, el Rising Star partió nuevamente hacia Valparaíso, cruzó el Atlántico, pasó por el estrecho de Magallanes y esta vez realizó el viaje sin interferencias, llegando el 6 de junio de 1822. Esta llegada sería tardía para la guerra. Lord Cochrane renuncia a su comisión en Chile en noviembre de 1822, se va al Imperio de Brasil en busca de nuevas aventuras por lo que el vapor nunca fue usado.
El Rising Star fue vendido a Winter y Brittain de Buenos Aires en 1824 para uso comercial, su maquinaría de vapor sería retirada y puesta a la venta en Londres en mayo de 1826.
Se hundió en 1829, habiendo encallado en la península de Porkkala frente al mar de Finlandia, en un viaje de San Petersburgo a Londres.